# Čudna noč
Čudna noč (Strana notte) è un album del gruppo sloveno a cappella Perpetuum Jazzile pubblicato nel 2006 da Dallas Records.
L'album è stato prodotto e arrangiato dal produttore e cantante sloveno Tomaž Kozlevčar. L'intero album è composto da cover di brani celebri.

## Tracce
1. Čudna noč / Strange night – 4:05
2. Girl from Ipanema / Garota de Ipanema (A. C. Jobim, A.C Jobim, T. Kozlevčar)
3. Blame it on the Sun (S. Wonder, S. Wright, T. Kozlevčar)
4. Ne zameri mi / Don't blame me
5. Samo nasmeh / Solo un sorriso – 5:34
6. A day in a life of a fool (Manha de carnaval) (L. Bonfá, A. Maria, T. Kozlevčar)
7. As – 3:24 (S. Wonder, S. Wonder, T. Kozlevčar)
8. Brez besed / Eres tu – 4:10 (J. C. Calderón, J. C. Calderón, T. Kozlevčar)
9. Lullaby of the leaves
10. Just one of those things"
11. Intima
12. Baroque samba – 6:03 (D. Meader, D. Meader, T. Kozlevčar)
13. The Manhattan transfer in concert
14. Birdland / Spice of life Tuxedo junction
15. Killing Me Softly – 5:30 (C. Fox, N. Gimbel, T. Kozlevčar)
16. Joyful, Joyful (feat. 6pack Čukur) – 4:48
17. Čudna noč / Strange night (Radio mix)